# Steijn van Heijningen
Steijn van Heijningen (Leiderdorp, 28 januari 1997) is een Nederlandse hockeyspeler die als middenvelder speelt voor Hoofdklasse club Rotterdam en het Nederlands elftal.
Met de Nederlandse ploeg werd Van Heijningen in Parijs olympisch kampioen, voor de finale werd hij ingeroepen als vervanger van de geblesseerde Tjep Hoedemakers.
Seve van Ass ·  
Lars Balk ·  
Koen Bijen ·  
Pirmin Blaak ·  
Justen Blok ·  
Thierry Brinkman ·  
Jorrit Croon ·  
Thijs van Dam ·  
Jonas de Geus ·  
Steijn van Heijningen ·  
Tjep Hoedemakers ·  
Jip Janssen ·  
Floris Middendorp ·  
Joep de Mol ·  
Duco Telgenkamp ·  
Derck de Vilder ·  
Floris Wortelboer ·  
Steijn van Heijningen (invaller) ·  
Tijmen Reyenga (invaller) ·
Coach: Jeroen Delmee